# Mucho Muchacho
Mucho Muchacho, també anomenat Mucho Mu (el Prat del Llobregat, 1976) és el pseudònim d'Oliver Gallego Sarmiento, MC integrant del grup 7 notas 7 colores i que va fundar el 2003 el segell musical CREAM, amb el que va editar el seu únic LP en solitari com MC, Chulería.

## Biografia
Va començar la seva trajectòria professional al costat de MC Make formant el grup Eat Meat el 1992, amb el qual va editar la seva primera maqueta Un audiodocumental de ... Eat Meat, la qual va resultar guanyadora en el concurs de Rockdelux.

### 7 Notas 7 Colores
Format inicialment per Dive, DJ Neas, Eloy i Mucho Muchacho, el grup es redueix el duo format per Mucho Muchacho (MC), i Dive Dibosso (productor musical), acompanyats per DJ Neas en els concerts. Després de publicar el primer disc Hecho, es simple, Neas abandona la formació, al mateix temps que entra Eddy la Sombra, com MC. Posteriorment, DJ Vadim s'afegeix com a DJ i productor al grup. L'any 2000, 7 Notas 7 Colores treuen nou disc titulat 77, amb bons resultats de vendes, aconseguint ser el primer grup de hip-hop a entrar a les llistes de AFYVE. Funden la seva pròpia companyia discogràfica, anomenada La Mami Internacional, amb el que treuen el seu últim àlbum, del mateix nom. El 2002 el grup es va dissoldre. No obstant això, l'any 2007, Mucho Muchacho anunciar la tornada de 7 Notas 7 Colores, amb una formació renovada. A part de Mucho Muchacho i DJ Vadim, entra a la formació Principiante, MC valencià.

### Solitari
El seu primer i únic LP en solitari com MC és Chulería, un àlbum ple de col·laboracions que inclouen, per destacar algunes, Tony Touch, famós productor, DJ i raper porto-riqueny, Ray Roll, i noves promeses com Masstone. El 2006 edita el seu primera referència com a productor, un mixtape titulada The Hip-Hop Institute Vol 1, amb remescles d'artistes nord-americans com Quasimoto, Ol 'Dirty Bastard o De La Soul.
Actualment, Mucho Mu està treballant com a DJ en una discoteca d'Eivissa, i té de tant en tant festes de hip-hop que ell mateix punxa. El seu principal contacte és a través de la seva web a MySpace, des de la que publica les seves noves produccions i contacte amb altres artistes.

## Discografia

### Amb 7 Notas 7 Colores
- La Comunidad Del Guisante (Maqueta, 1993)
- Floriver Neas (Maqueta, 1994)
- Con esos ojitos/Puercos (Yo Gano, 1997)
- Hecho, es simple (La Madre-Superego, 1997)
- La Medicina (La Madre-Superego, 1998)
- 77 (La Madre-Superego, 1999)
- Gorilas y Bananas (La Madre-Superego, 1999)
- La Mami Internacional (La Madre, 2000)
- Yo vivo (La Madre, 2002)
- Nuevo LP

### En solitari
- Será mejor feat. Tony Touch (Maxi single) (C.R.E.A.M., 2002)
- Amor y plata" (maxi single) (CREAM, 2002)
- Chulería" (LP) (CREAM, 2003)
- Chulería instrumental(maxi single) (2003)
- The Hip-Hop Institute Vol. 1" (Mixtape) (2006)
- Cookin Bananas (LP con Cookin Soul) (2010)
- Cookin Bananas (con Cookin Soul) (2013)

## Col·laboracions
- CPV. El estilo de vida de los tristemente famosos (1997)
- CPV · Grandes planes (1998)
- Bano · El hombre que cambiaba pts x flores (1998)
- Griffi · Akay Lama en el Funkarreo del 2015 (2000)
- Jotamayuscula · Hombre negro soltero busca (2000)
- Brujería · Mextremist Hits (2001)
- Triple XXX · Barro y fuego (2003)
- Triple XXX · Primera clase (2004)
- Sólo los Solo · Todo el mundo lo sabe (2005)
- Wally López · Perceptions of Pacha vol. 2 (2005)
- Quiroga · Historias de Q (2006)
- Primer Dan · Mal Clima (2006)
- Toscano · Yo underground (2007)
- Amparanoia · Tu cancion de amor
- Mas Graves · Cruje,Esto es lo que pasa,Pulsa el boton,Madrid zen (2008)